# Genito Ortiz
Eugenio Ortiz, més conegut com a Genito Ortiz   (Castillo Pedroso, 17 de maig de 1948) és un antic pilot de ral·lis càntabre. Guanyador del Campionat d'Espanya de Ral·lis d'Asfalt el 1983.

## Trajectòria esportiva
Debutà l'any 1971 al Ral·li Luis de Baviera amb un Seat 1430, amb el qual acabà 1r de la seva categoria i 10è absolut. L'any 1973 es classifica 3r del Desfafiament Simca, amb un Simca 1000, quedant segon el 1974. Guanyà el seu primer ral·li l'any 1978 en imposar-se amb un Chrysler 180 al Ral·li Shalymar.
L'any 1981 inicia la seva relació amb Renault tot disputant el Ral·li Príncep d'Astúries i el Ral·li de Catalunya, acabant 5é al Campionat d'Espanya. L'any 1982 es proclamaria subcampió d'Espanya, aconseguint finalment el títol el 1983 tot guanyant 4 ral·lis.
Corregué fins al 1984, quan fou relevat com a pilot oficial Renault per un aleshores jovenet Carlos Sainz. Al llarg de la seva carrera aconseguí guanyar 14 ral·lis del Campionat d'Espanya.